# دین کونتز
دین کونتز (انگلیسی: Dean Koontz؛ زادهٔ ۹ ژوئیهٔ ۱۹۴۵ در اورت، پنسیلوانیا) نویسنده اهل ایالات متحده آمریکا است که برای رمان‌های مهیج و تعلیق‌انگیزش شهرت دارد. دین کونتز سال آخر دانشگاه را می‌گذراند که برندهٔ مسابقهٔ داستان آتلانتیک مانثلی (Atlantic Monthly) شد و از همان موقع نویسندگی را شروع کرد. کتاب‌های کونتز تاکنون به ۳۸ زبان زندهٔ دنیا ترجمه شده و بیش از ۵۰۰ میلیون نسخه از آن‌ها به فروش رسیده‌است.
چهارده رمان دین کونتز در لیست پرفروش‌های جلد مقوایی نیویورک تایمز قرار گرفته‌اند: یک در تا بهشت، از گوشه چشمان او، نیمه‌شب، آتش سرد، جایگاه شوم، مخفیگاه، اشک اژدها، کثرت، یگانه بازمانده، همسر، ساعت‌های عجیب و غریب، سنگدل، شب چه می‌داند و خیابان سایه ۷۷. کتاب‌های کونتز همچنین در کشورهای مختلفی از جمله ژاپن و سوئد در جایگاه پرفروشترین کتاب‌ها قرار گرفته‌اند.
نیویورک تایمز نوشته‌های او را «از نظر روانشناسی پیچیده، ماهرانه و اغناکننده» خواند. نیو اورلئان تایمز هم گفت: «قلم دین کونتز بدون ساده یا رمانتیک بودن، شورانگیز است». او محبوبترین رمان‌نویس آمریکایی است که رمان‌هایش مملو از ترس و تعلیق است.
دین کونتز هم‌اکنون به همراه همسرش گردا و دو فرزندش تریکسی و آنا در جنوب کالیفرنیا زندگی می‌کند.